# Robert Hart
Robert Adrian de Jauralde Hart (1er avril 1913 – 7 mars 2000) est un pionnier des jardins-forêts en climat tempéré. Il créa un jardin-forêt modèle de 5 000 m2 sur sa ferme.

## Biographie
Robert Hart fait ses études à Londres. Il est employé à l'agence de presse Reuters en tant que responsable des courriers indiens qui lui permettent de découvrir  la philosophie de la non-violence du Mahatma Gandhi, 
Durant la Seconde Guerre mondiale, il s'enrôle dans le Corps de la police militaire, avant d'être transféré au Corps du renseignement pour travailler au codage.
Après sa démobilisation, il est producteur laitier à Norfolk et Somerset avant de déménager dans le Shropshire où il exploite une petite ferme à Wenlock Edge. Son intention est de fournir un environnement sain et thérapeutique pour lui-même et son frère handicapé Lacon,
Hart découvre que l'entretien de grands lits de légumes annuels, d'un verger et l'élevage du bétail, sont des tâches hors de ses capacités. Il observe qu'une bande de légumes et d'herbes vivaces se développent sans intervention ou presque. En outre, ces plantes apportent des compléments intéressants à l'alimentation et favorisent la santé.
À la suite de l'adoption par Hart d'un régime végétalien, il remplace ses animaux de la ferme par des plantes.

## Le jardin-forêt
Il crée un jardin-forêt  à partir d'un verger de 5 000 m2 sur sa ferme.  Les trois principaux produits de la forêt sont les fruits, les noix et les légumes verts.

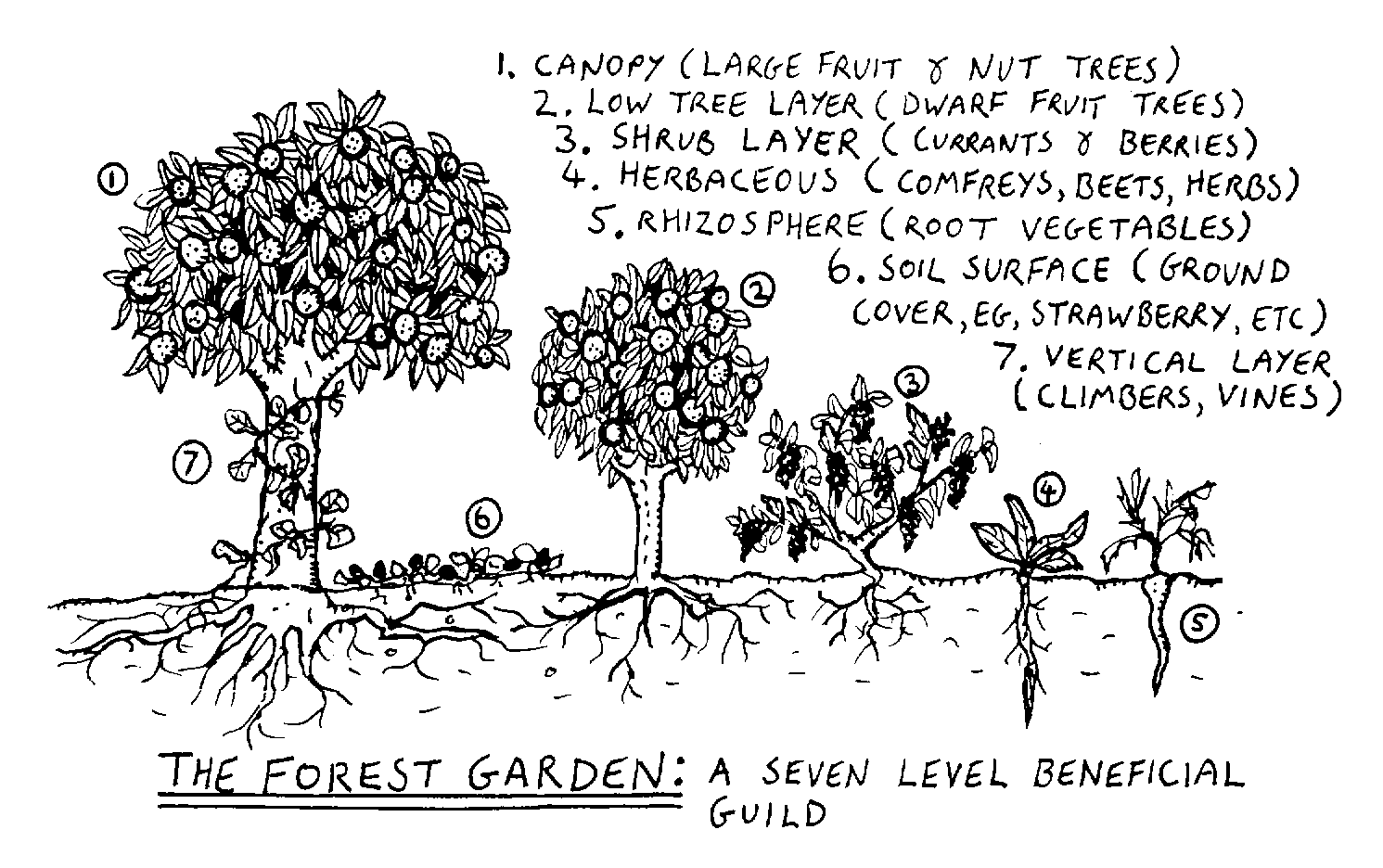

Il examine les interactions  entre les plantes dans les systèmes naturels, en particulier dans les zones boisées. Cela l'a amené à concevoir un jardin-forêt divisé en sept couches.
1. Couche canopée, constituée par les arbres fruitiers d'origine ;
2. Strate arborée basse : noix et arbres fruitiers sur porte-greffe nain ;
3. Strate arbustive : des arbustes fruitiers tels que le cassis et autres baies ;
4. Couche herbacée de légumes et d'herbes vivaces ;
5. Rhizosphère ou dimension souterraine des plantes cultivées pour leurs racines et tubercules ;
6. Couche couvre-sol de plantes comestibles qui se propagent horizontalement ;
7. Couche verticale de vignes et autres plantes grimpantes ;